# Gravatal
Gravatal is een gemeente in de Braziliaanse deelstaat Santa Catarina. De gemeente telt 10.793 inwoners (schatting 2009).

## Aangrenzende gemeenten
De gemeente grenst aan Armazém, Braço do Norte, Capivari de Baixo, Imaruí, Laguna, São Ludgero en Tubarão.

## Verkeer en vervoer
De plaats ligt aan de wegen BR-475, SC-370 en SC-435.